# Cataglyphis fici
Cataglyphis fici es una especie de hormiga del género Cataglyphis, familia Formicidae. Fue descrita científicamente por Salata et al. en 2021.
Se distribuye por Irán. Se ha encontrado a elevaciones de hasta 2400 metros.